# Tiso golovatchi
Tiso golovatchi là một loài nhện trong họ Linyphiidae.
Loài này thuộc chi Tiso. Tiso golovatchi được Andrei V. Tanasevitch miêu tả năm 2006.